# 325369 Shishilov
325369 Shishilov este o planetă minoră (asteroid) din centura de asteroizi. A fost descoperită pe 29 august 2008 la Spețialnaia astrofiziceskaia observatoria RAN⁠(d) de Spețialnaia astrofiziceskaia observatoria RAN⁠(d). 
Obiectul prezintă o orbită caracterizată de o semiaxă mare de 3,1692191644721 UAi, o excentricitate de 0,08, o înclinație de 9,1 ° în raport cu ecliptica.